# Nirvana (brytyjski zespół muzyczny)
Nirvana – brytyjski zespół rockowy założony przez Patricka Campbella-Lyonsa i Alexa Spyropoulosa 1967.

## Członkowie zespołu
Obecnie w skład grupy wchodzą:
- Patrick Campbell Lyons – śpiew, gitara rytmiczna (od 1967)
- Alex Spyropoulos – keyboard, gitara (1967–1971, od 1985)

Byli członkowie:
- Ray Singer – gitara, śpiew (1967–1968)
- Brian Henderson – gitara basowa (1967–1968)
- Sylvia Schuster – wiolonczela (1967–1968)
- Michael Coe – waltornia (1967–1968)
- Peter Kester – perkusja (1967–1968)
- Keith Smart – gitara, sitar (1996)

## Dyskografia
Na dyskografię zespołu składają się następujące albumy studyjne: 
- The Story Of Simon Simopath (Island Records, 1967)
- All Of Us (Island Records, 1968)
- Dedicated To Markos III (Metromedia Records, 1969)
- Local Anaesthetic (Vertigo, 1971)
- Songs Of Love And Praise (Philips, 1972)
- Orange And Blue (Edsel Records, 1996)
- Me And My Friend (Market Square Music, 2001)